# Johann von Laatz
Johann von Laatz, oder Johannes von Laaz, Joannes de Lasnioro, war ein böhmischer Alchemist der ersten Hälfte des 15. Jahrhunderts.
Der Name deutet wahrscheinlich auf den Herkunftsort (Ledce u Židlochovic, deutsch Laatz).
Sein Tractatus aureus de lapide philosophorum (Goldenes Traktat vom Stein der Weisen), zuerst 1611 gedruckt. Es wurde im Theatrum Chemicum nachgedruckt. Er vertritt eine Transmutation von Metallen auf Basis von Quecksilber (Mercurius), Schwefel (Sulphur) und Gold (Sol).
Er gibt sich dort als Schüler des Alchemisten Antonius von Florenz (Antonius de Florentia) aus, der in Böhmen ermordet worden wäre. Er wird auch von dem Arzt Benedikt Nikolaus Petraeus im Vorwort seiner Ausgabe der Chymischen Schriften von Basilius Valentinus erwähnt. Danach prüfte er die alchemistischen Kenntnisse von Barbara von Cilli, der geschäftstüchtigen Ehefrau des Kaisers Sigismund, die nach Laatz mit alchemistischer Metallverwandlung viele Kaufleute täuschte.